# 25è Festival Internacional de Cinema de Moscou
El 25è Festival Internacional de Cinema de Moscou es va celebrar entre el 20 i el 29 de juny de 2003. El Sant Jordi d'Or fou atorgat a la pel·lícula hispanoitaliana La luz prodigiosa dirigida per Miguel Hermoso.

## Jurat
- Serguei Bodrov (Rússia – President)
- Agnieszka Holland (Polònia)
- Ken Russell (Gran Bretanya)
- Moritz Bleibtreu (Alemanya)
- Babak Payami (Iran)
- Mika Kaurismäki (Finlàndia)
- Olga Budina (Rússia)

## Pel·lícules en competició
Les següents pel·lícules foren seleccionades per la competició:
| Títol original                        | Director(s)                          | País de producció                   |
| ------------------------------------- | ------------------------------------ | ----------------------------------- |
| Malamor                               | Jorge Echeverry                      | Colòmbia                            |
| Petersburg                            | Irina Yevteyeva                      | Rússia                              |
| Progulka                              | Alexei Uchitel                       | Rússia                              |
| Podgryavane na vcherashniya obed      | Kostadin Bonev                       | Bulgària, Macedònia del Nord        |
| Skagerrak                             | Søren Kragh-Jacobsen                 | Regne Unit, Suècia, Dinamarca       |
| Fukurō                                | Kaneto Shindo                        | Japó                                |
| Jigureul jikyeora!                    | Jang Joon-hwan                       | Corea del Sud                       |
| Raghs dar chobar                      | Asghar Farhadi                       | Iran                                |
| To Kill a King '                      | Mike Barker                          | Regne Unit, Estats Units, Alemanya  |
| I'll Sleep When I'm Dead              | Mike Hodges                          | Regne Unit, Estats Units            |
| Eila                                  | Jarmo Lampela                        | Finlàndia                           |
| Yu                                    | Franz Novotny                        | Àustria                             |
| La luz prodigiosa                     | Miguel Hermoso                       | Itàlia, Espanya                     |
| Passato prossimo                      | Maria Sole Tognazzi                  | Itàlia                              |
| Seja o que Deus quiser                | Murilo Salles                        | Brasil                              |
| Koktebel                              | Alexey Popogrebsky, Boris Khlebnikov | Rússia                              |
| Il est plus facile pour un chameau... | Valeria Bruni Tedeschi               | França                              |
| Moonlight                             | Paula van der Oest                   | Alemanya, Regne Unit, Països Baixos |
| Egy hét Pesten és Budán               | Károly Makk                          | Hongria                             |

## Premis
- Sant Jordi d'Or: La luz prodigiosa de Miguel Hermoso
- Sant Jordi de Plata Especial: Koktebel d'Alexei Popogrebsky, Boris Khlebnikov
- Sant Jordi de Plata:
  - Millor Director: Jang Joon-hwan per Jigureul jikyeora!
  - Millor Actor: Faramarz Gharibian per Raghs dar chobar
  - Millor Actriu: Shinobu Otake per Fukurō
- Premi especial per a una contribució destacada al cinema mundial: Kaneto Shindo
- Premi Stanislavsky: Fanny Ardant